# Goodsprings
Goodsprings est un village situé dans le Comté de Clark dans l'État du Nevada aux États-Unis.
Sa population était de 229 habitants en 2010.

## Géographie
Goodspring se situe à 53 km de Las Vegas dans l'état du Nevada.

## Histoire
Nommé d'après Joseph Good, dont le bétail fréquentait une source d'eau (spring en anglais) nichée dans les contreforts sud du mont Spring, Goodsprings était autrefois le district minier le plus productif dans le comté de Clark.
Au fil des années, du plomb, cuivre, zinc, or et argent ont été extraits de cette région. Avant 1900, seul un petit groupe de tentes et un moulin étaient établis dans la région. Un bureau de poste ouvrit, puis le comté de Lincoln décida d'établir officiellement le village de Goodsprings.
En 1904, les intérêts miniers de Salt Lake City cartographient la région de Goodsprings. La plupart des premiers bâtiments solides dans la ville ont été construits pendant le boom économique stimulé par le chemin de fer en 1910-1911.
Après plusieurs déménagements, l'école de Goodsprings fut érigée en 1913. Elle est maintenant la plus vieille école du comté de Clark. Toujours en fonction, l'école fut récemment l'objet d'une inspection économique à la suite de la crise économique, le « Clark County School District » en manque de fonds considère sa fermeture dans un futur proche.
Après la Première Guerre mondiale, l'exploitation minière a ralenti ce qui a fait perdre beaucoup d'habitants à la ville, énormément de familles ayant quitté Goodsprings. La Seconde Guerre mondiale créa un deuxième élan, mais celui-ci ralentit aussitôt après la fin de la guerre. La population du village tomba alors à moins de 200 habitants.
Le Pioneer Saloon se trouve à Goodsprings. Il est considéré comme l'un des plus anciens salons ou saloon du Nevada (plus de 90 ans). Le saloon abrite un impact de balle sur le côté du bâtiment et la lettre du coroner décrivant comment il a été créé. Le saloon est dit être «hanté» par le fantôme de la victime. En outre, le Pioneer Saloon contient aussi un petit mémorial à la mémoire de Clark Gable et de Carole Lombard. L'avion de Mme Lombard, le TWA Flight 3 s'est écrasé dans la montagne à proximité du saloon, le 16 janvier 1942. Le saloon et l'hôtel étaient le centre de coordination des recherches. L'accident a causé sa mort.

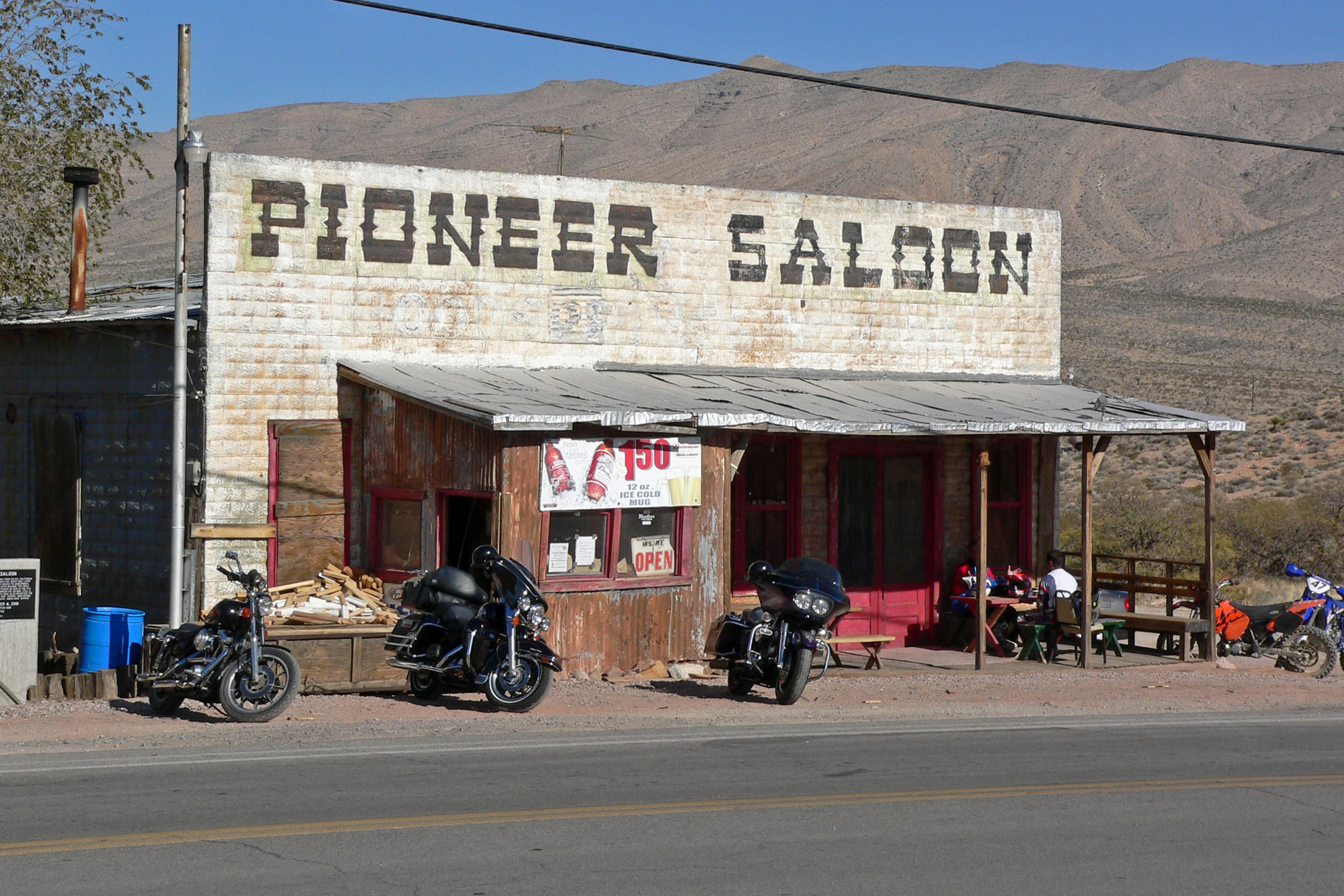
Le Pioneer Saloon, construit en 1913.
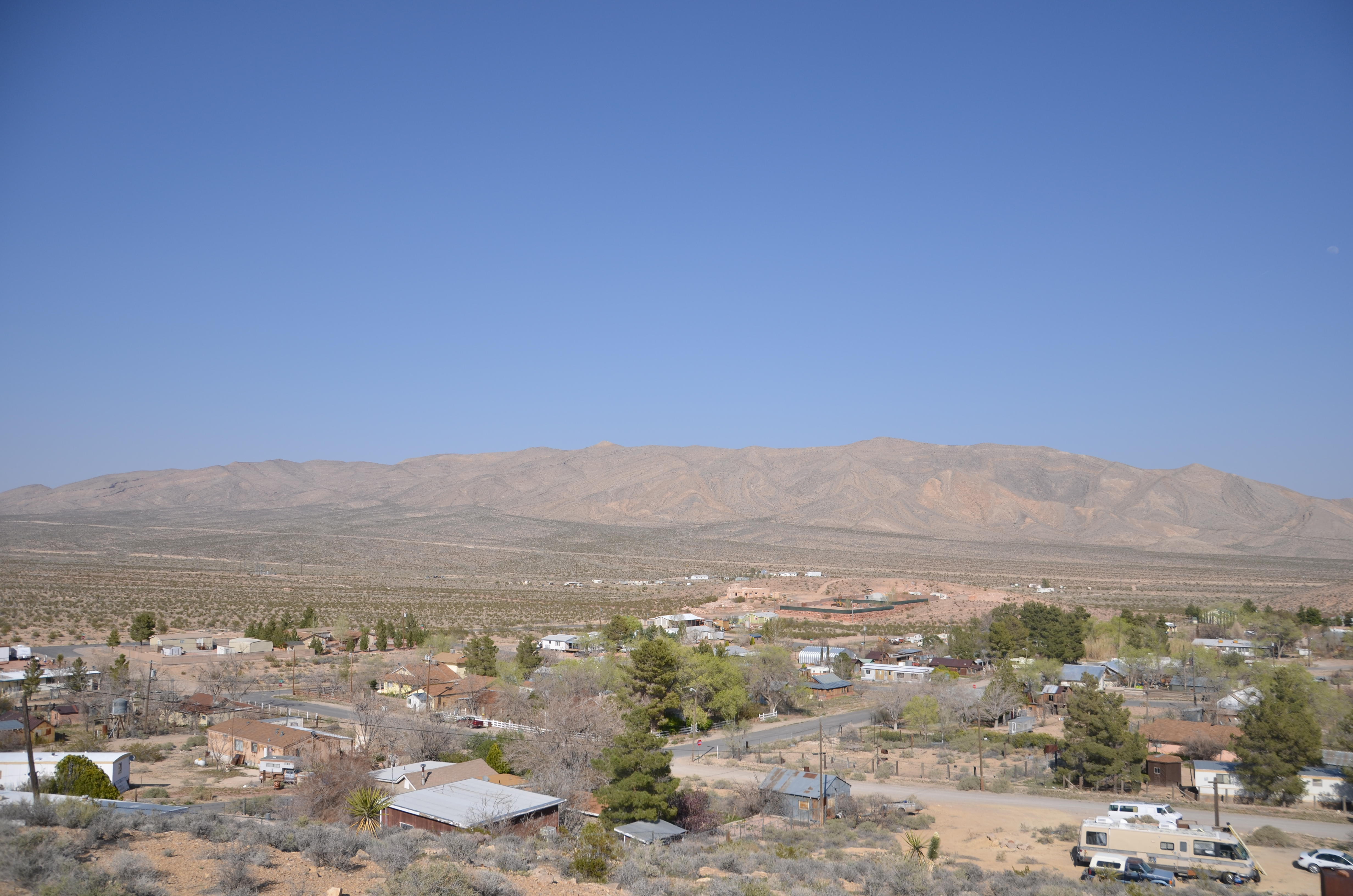
Vue sur le village de Goodspring, Nevada.
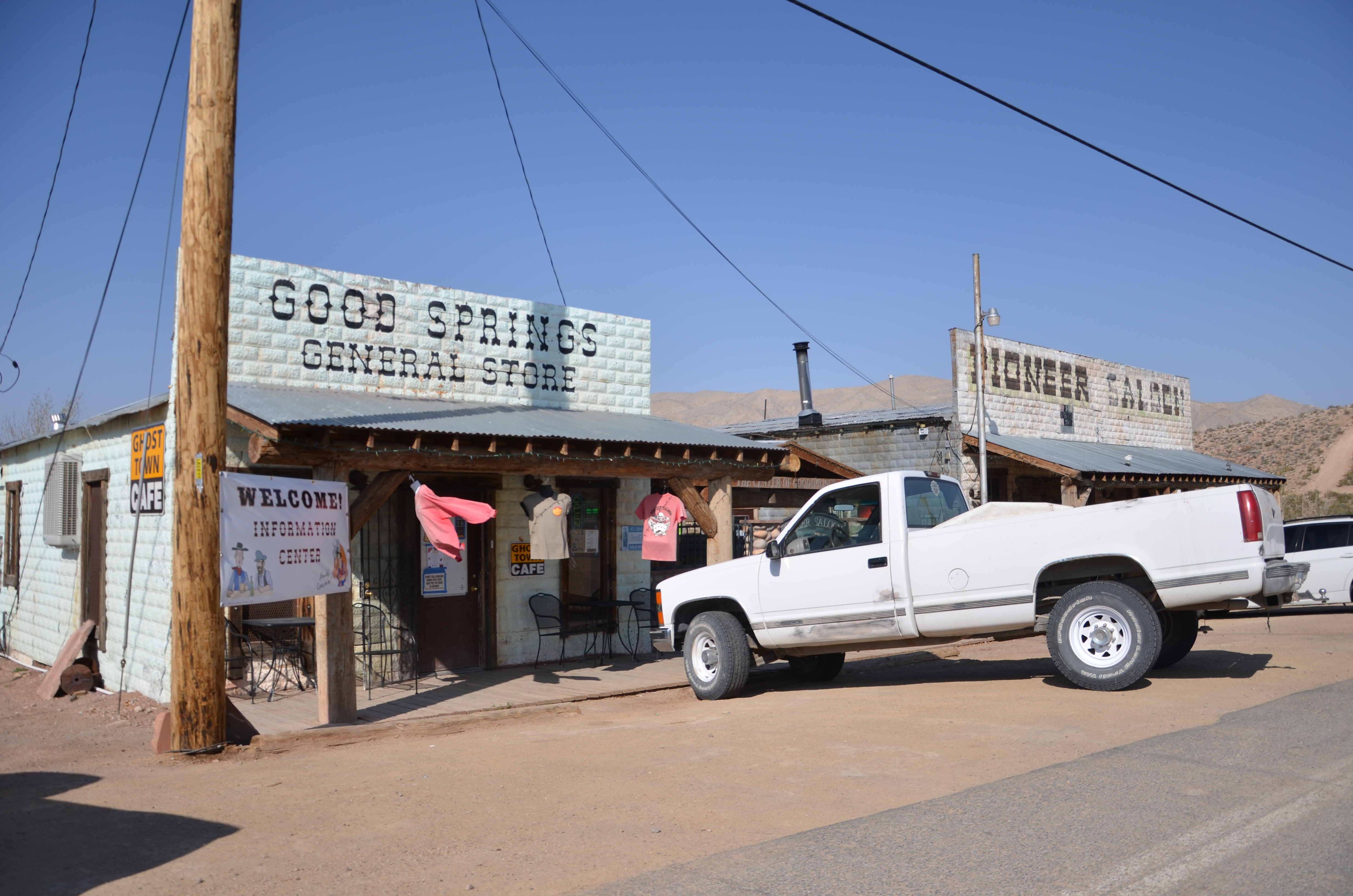
Vue sur le Saloon de Goodspring, Nevada, Un des plus vieux saloon de l'Ouest Américain.

## Démographie
Au recensement de l'année 2000, il y avait 232 personnes vivant à Goodsprings, 107 ménages, et 63 familles. La densité de la population était de 60 habitants par kilomètre carré.
La démographie ethnique du village était en l'an 2000 de 89,66 % de Blancs, 1,72 % d'Afro-Américains, 0,43 % d'Amérindiens, 1,72 % d'autres groupes, et 6,47 % de deux groupes ou plus. Les Hispaniques ou Latinos de n'importe groupe ethnique composaient 4,74 % de la population.
Il y avait 107 ménages dont 20,6 % ont des enfants de moins de 18 ans vivant avec eux, 45,8 % étaient mariés et vivait ensemble, 11,2 % ont un chef de famille féminin sans la présence du mari, et 40,2 % étaient catégorisés en tant que « non-familles ».
La taille moyenne d'un ménage était 2,17 personnes et la taille moyenne de famille était de 2,83 personnes.
Dans le village, la population était constituée en l'an 2000 à 22,8 % de moins de 18 ans, à 3,0 % d'individus de 18 à 24 ans, à 22,8 % de 25 à 44 ans, à 28,9 % de 45 à 64 ans, et 22,4 % de 65 ans ou plus. L'âge médian était de 46 ans. Pour 100 personnes de sexe féminin, il y avait 90,2 personnes de sexe masculin. Pour 100 femmes âgées de 18 ans et plus, il y avait 105,7 hommes.
Le revenu médian pour un ménage dans le village était $ 40 430, et le revenu médian pour une famille était $ 58 125. Les hommes ont eu un revenu médian de 35 924 $ contre 28 594 $ pour les femmes.
Le revenu par habitant pour le village étaient $ 22.282 en l'an 2000. Aucune famille et 9,2 % de la population vivaient en dessous du seuil de pauvreté. Ce chiffre ne comprend personne de moins de 18 ans et des 19,6 % des plus de 64 ans.

## Dans la culture populaire
Un Goodsprings post-apocalyptique apparaît dans le jeu vidéo Fallout: New Vegas. Le village constitue le point de départ du jeu. Certaines des maisons de jeu sont modélisées d'après les vraies, entre autres le Pioneer Saloon et le magasin d’alimentation générale, emblèmes de Goodspring.